# Liste de racines grecques (lettre I)
Pour un article plus général, voir Racine grecque.
| Racine                       | Origine grecque | Sens | Exemples de mots comportant la racine |
| ---------------------------- | --- | --- | --- |
| ianthin-                     | ἴον (íon) ; ἰώδης (iốdês) ; ἰάνθινος (iánthinos)                                                                                     | Violette ; qui a l'odeur ou la couleur de la violette ; de la couleur de la violette | voir -iod- |
| -iase, -iasis                | -ίασις (-íasis) | (suffixe d'origine grecque dérivé probable du nom ἴασις (íasis) [Guérison, cure, remède] utilisé, en grec et en français, pour désigner le plus souvent une) Maladie (généralement parasitaire ou tégumentaire [peau ou phanères]) | Acariase, Amibiase, Anisakiase, Ankylostomiase, Balantidiase, Cholélithiase, Costiase, Dacryolithiase, Distichiasis, Dracontiase, Éléphantiasis, Entérobiase, Entéromyiase, Giardiase, Helminthiase, Hémogliase, Lambliase, Léontiasis, Lithiase, Mydriase, Myiase, Néphrolithiase, Odontolithiase, Odontiase, Ophiasis, Oxyuriase, Parapsoriasis, Phtiriasis, Pityriasis, Pneumolithiase, Psoriasis, Pytiriasis, Satyriasis, Schistosomiase, Sclériase, Sialolithiase, Tæniasis, Trichiasis, Trypanosomiase, Urétérolithiase, Uriase, Urolithiase                                            |
| -iat-                        | ἰάομαι (iáomai) → ἰατρός (iatrós) | Soigner, guérir → médecin | voir -iatr- |
| -iatr- ; -iat-               | ἰάομαι (iáomai) → ἰατρός (iatrós) | Soigner, guérir → médecin | Iatrique, Iatrochimie, Iatrogène, Iatromanie, Iatrophysique, Archiatre, Bariatrie, Chimiatrie, Gériatrie, Hippiatrie, Neuropsychiatre, Pédiatrie, Pédopsychiatre, Phoniatre, Physiatre, Podiatre, Psychiatre, Sociatrie (en), Sociopsychiatrie, Zoopsychiatrie ; Pithiatisme |
| -ichn-                       | ἴχνος (íchnos) → ἰχνεύμων (ichneúmon)                                                                                                | Trace, piste → qui suit la piste, ichneumon (sorte de guêpe ou de rat) | Ichneumon, Ichnographie, Ichnologie, Paléoichnologie |
| ichthy-                      | ἰχθύς (ikhthús) | Poisson | voir ichthyo- |
| ichthyo-, ichthy- ; ichty-   | ἰχθύς (ikhthús) | Poisson | Ichthyologie, Ichthyornis, Ichthyosaure, Ichthyostega, Ichthyosis, Channichthys, Chondrichthyen, Dinichthys, Erpetoichthys, Nemichthys, Ostéichthyen ; Ichtyen, Ichtyocolle, Ichtyogramme, Ichtyol, Ichtyologie, Ichtyophage, Ichtyose |
| ichty-                       | ἰχθύς (ikhthús) | Poisson | voir ichthyo- |
| -icon(o)-                    | εἰκώνe, -όνος (ikốn, -ónos) | Image | Icône, Iconoclaste, Iconodulie, Iconogène1, Iconogène2, Iconographie, Iconolâtrie, Iconologie, Iconomaque, Iconométrie, Iconophile, Iconophobe, Iconoscope, Iconostase, Iconothèque, Aniséiconie, Iséiconie, Lenticône |
| -icos-                       | εἴκοσι (eíkosi) → εἰκοσάεδρος (eikosáedros)                                                                                          | Vingt → icosaèdre | voir -icosa- |
| -icosa- ; -icos-             | εἴκοσι (eíkosi) → εἰκοσάεδρος (eikosáedros)                                                                                          | Vingt → icosaèdre | Icosaèdre, Icosagone, Doicosagone, Ennéaicosagone, Henicosagone, Heptaicosagone, Hexaicosagone, Octaicosagone, Pentaicosagone, Tétraicosagone, Triaicosagone ; Icosandre, Icosigone, Eicosane |
| ictér-, ictèr-               | ἴκτερος (íkteros) | Jaunisse, Loriot | Ictère, Ictéridé, Ictérigène, Ictérique, Ictérocéphale, Ictéro-hémorragique, Ictéropode, Ictérote, Anictérique, Subictère |
| idé-1                        | εἴδω(eídô) → εἶδος (ei̇̃dos) ; -ειδης(-eídês) ; εἴδωλον (eídôlon) ; ἰδέα (idéa)                                                        | Voir → forme, aspect, apparence ; qui ressemble à...(utilisé comme suffixe) ; image, simulacre, fantôme ; idée, concept | voir -éid- |
| -ide2 ; -ides, -idés         | -ιδης (-idês) (suffixenominatif pluriel)                                                                                             | (idée de) descendance (humaine) ou nom d'un collectif | Abbasside, Peptide, Sulfamide ; Arachnides, Bovidés, Camélidés, Canidés, Castoridés, Cyprinidés, Draconides, Équidés, Falconidés, Félidés, Giraffidés, Glucides, Hippopatamoïdes, Hyénidés, Hystricidés, Lanthanides, Léonides, Lipides, Muridés, Mustélidés, Myrmecophagidés, Noahides, Orionides, Perséides, Ramessides, Protides, Rhinocérotidés, Salmonidés, Sassanides, Sionides, Suidés, Tapiridés, Taurides, Uranides |
| idéo-                        | εἴδω(eídô) → εἶδος (ei̇̃dos) ; -ειδης(-eídês) ; εἴδωλον (eídôlon) ; ἰδέα (idéa)                                                        | Voir → forme, aspect, apparence ; qui ressemble à...(utilisé comme suffixe) ; image, simulacre, fantôme ; idée, concept | voir -éid- |
| -ides, -idés                 | -ιδης (-idês) (suffixenominatif pluriel)                                                                                             | (idée de) descendance (humaine) ou nom d'un collectif | voir -ide2 |
| idio- ; idion2               | ἴδιος (ídios) → ἰδιώτης (idiốtês) | Particulier, qui appartient en propre → simple particulier, profane, ignorant | Idiochromosome, Idioélectrique, Idiolecte, Idiome, Idiomorphe, Idiopathie, Idiophone, Idiorythmie, Idiosyncrasie, Idiot, Idiotie, Idiotisme, Idiotype ; Idion |
| -idion1                      | εἴδω(eídô) → εἶδος (ei̇̃dos) ; -ειδης(-eídês) ; εἴδωλον (eídôlon) ; ἰδέα (idéa)                                                        | Voir → forme, aspect, apparence ; qui ressemble à...(utilisé comme suffixe) ; image, simulacre, fantôme ; idée, concept | voir -éid- |
| idion2                       | ἴδιος (ídios) → ἰδιώτης (idiốtês) | Particulier, qui appartient en propre → simple particulier, profane, ignorant | voir idio- |
| ido-                         | εἴδω(eídô) → εἶδος (ei̇̃dos) ; -ειδης(-eídês) ; εἴδωλον (eídôlon) ; ἰδέα (idéa)                                                        | Voir → forme, aspect, apparence ; qui ressemble à...(utilisé comme suffixe) ; image, simulacre, fantôme ; idée, concept | voir -éid- |
| -idrose                      | ἱδρώς(hidrốs) | Sueur | voir -hidr- |
| idyll-                       | εἰδυλλίον(eidullíon) | Petit poème lyrique | Idylle, Idyllique ; voir aussi -éid- |
| ilé-, iléo- ; ili-, ilio-    | εἰλέω (eiléô) → εἰλεός (eiléos) | Envelopper, rouler, poursuivre → colique violente (avec contorsions) | Iléal, Iléite, Iléo-cæcal, Iléo-colite, Iléo-colostomie, Iléologie, Iléon, Iléostomie, Ileum ; Iliaque, Ilio-fémoral, Ilio-lombal, Ilion, Ilio-pectiné, Ilio-pubien |
| iléo-                        | εἰλέω (eiléô) → εἰλεός (eiléos) | Envelopper, rouler, poursuivre → colique violente (avec contorsions) | voir ilé- |
| ili-                         | εἰλέω (eiléô) → εἰλεός (eiléos) | Envelopper, rouler, poursuivre → colique violente (avec contorsions) | voir ilé- |
| ilio-                        | εἰλέω (eiléô) → εἰλεός (eiléos) | Envelopper, rouler, poursuivre → colique violente (avec contorsions) | voir ilé- |
| -ind-, indo- ; indigo-       | Ἰνδός (Indós) → Ἰνδικός (Indikós) | Indus → de l'Inde | Indamine, Indanthrone, Inde, Indiana, Indican, Indien, Indoaniline, Indo-aryen, Indochine, Indo-européen, Indo-gangétique, Indogermanique, Indo-iranien, Indolamine, Indole, Indomanie, Indométacine, Indonésie, Indophénol, Indoxyle, Induline (en), Indus, Amérindien, Dinde ; Indigo, Indigotier |
| indigo-                      | Ἰνδός (Indós) → Ἰνδικός (Indikós) | Indus → de l'Inde | voir -ind- |
| indo-                        | Ἰνδός (Indós) → Ἰνδικός (Indikós) | Indus → de l'Inde | voir -ind- |
| inion                        | ἰνίον (iníon) | Inion | Inion |
| ino-                         | ἴς, (génitif) ἰνός (ís, inós) | Force, muscle, fibre | Inocarpine, Inocybe, Inodule, Inolithe, Inopexie, Inosate, Inosilicate, Inosinate, Inosine, Inosinique, Inosite, Inositide, Inositol, Inostéatome, Inosurie, Inotropisme, Myo-inositol, Phosphatidylinositol, Phosphoinositide |
| -iod- ; ion-3 ; ianthin-     | ἴον (íon) ; ἰώδης (iốdês) ; ἰάνθινος (iánthinos)                                                                                     | Violette ; qui a l'odeur ou la couleur de la violette ; de la couleur de la violette | Iodacétone, Iodate, Iode, Iodhydrate, Iodhydrique, Iodique, Iodobenzène, (soluté) Iodo-ioduré (fort), Iodométrie, Iodophilie, Iodotannique, Iodothérapie, Iodotyrosine, Iodure, Diiode, Lipiodol, Radio-iode, Triiodure ; Ionone ; Ianthinite |
| -ion-1 ; ionto- ; -on2       | ἰόν, -όντος(ión, -óntos) | allant, qui va | Ion, Ionique, Ionisation, Ionomètre, Ionophore, Ionosphère, Ionothérapie, Anion, Cation, Isoïonique ; Iontophorèse ; Baryon, Boson, Électron, Fermion, Gluon, Hadron, Kaon, Méson, Muon, Neutron, Nucléon, Photon, Pion, Proton |
| ion-2                        | Ἰωνία (Iônía) | Ionie | Ionie, Ionien, Ionique |
| ion-3                        | ἴον (íon) ; ἰώδης (iốdês) ; ἰάνθινος (iánthinos)                                                                                     | Violette ; qui a l'odeur ou la couleur de la violette ; de la couleur de la violette | voir -iod- |
| ionto-                       | ἰόν, -όντος(ión, -óntos) | allant, qui va | voir -ion-1 |
| iota-                        | ἰῶτα (iốta) | Lettre grecque iota (ι, I) | Iota1, Iota2, Iotacisme |
| ip-                          | ἴψ, -πός (ῖps, -pós) | Ver qui ronge le bois | |
| iphi-                        | ἶφι (īphi) | Avec force | Iphianassa, Iphiclès, Iphicratès, Iphidamas, Iphigénie, Iphthimè |
| -ipi-                        | ἴψ, -πός (ῖps, -pós) | Ver qui ronge le bois | voir -ips- |
| -ipp-                        | ἵππος (híppos) | Cheval | voir hippo- |
| -ips- ; -ipi- ; ip- ; thrips | ἴψ, -πός (ῖps, -pós) | Ver qui ronge le bois | Ips, Cynips ; Cynipidé ; Ipomée ; Thrips |
| ir-                          | Ἶρις, -ιδος (Íris, -idos) ; íρις, -ιδος (íris, -idos)                                                                                | Iris (messagère des Dieux) ; arc-en-ciel | voir irid- |
| irèn-, -irén-, -iren-        | εἰρήνη (eirếnê) | Paix | Irénarque, Irène, Irénée, Irénique, Irénisme, Irénologie, Eirenaeus, Eiréné |
| iri-                         | Ἶρις, -ιδος (Íris, -idos) ; íρις, -ιδος (íris, -idos)                                                                                | Iris (messagère des Dieux) ; arc-en-ciel, | voir irid- |
| irid- ; iri- ; ir-           | Ἶρις, -ιδος (Íris, -idos) ; íρις, -ιδος (íris, -idos)                                                                                | Iris (messagère des Dieux) ; arc-en-ciel | Iridacées, Iridectomie, Iridescence, Iridien, Iridium, Iridochoroïdite, Iridodialyse, Iridologie, Iridoscopie, Iridovirus ; Iris1, Iris2, Iris3, Iris4, Irisation, Iritis ; Irone |
| iron-                        | εἰρωνεία (eirôneía) | Ironie, feinte, simulation | Ironie |
| is-                          | εις (eis) (préposition et adverbe)                                                                                                   | Dans (avec idée de mouvement), Vers | voir -eis- |
| -isagog-                     | εἰσαγωγή (eisagogế) | Introduction, importation, initiation | Isagogique |
| isch-                        | ἴσχω (ískhô) | Tenir, maintenir, retenir, arrêter | Ischémie, Ischurie |
| ischi- ; -sciat-             | ἰσχίον (iskhíon) | Os du bassin, hanche | Ischiatique, Ischiojambier, Ischium ; Sciatique, Lombosciatique |
| -iso-                        | ἴσος (ísos) | Égal | Isobare, Isobathe, Isobutane, Isobutyle, Isocardia, Isocèle, Isocéphalie, Isochimène, Isochore, Isochromatique, Isochrone, Isoclinal, Isocolie, Isocrate, Isocyanate, Isodome, Isodomon, Isoédrique, Isoenzyme, Isoète, Isogamie, Isogène1, Isogène2, Isoglosse, Isogonal, Isogramme, Isogroupe, Isohyète, Isohypse, Isoleucine, Isolexisme, Isologie, Isomérie, Isométrique, Isomorphisme, Isonèphe, Isoniazide, Isonomie, Isooctane, Isopathie, Isoplèthe, Isoprène, Isoptère, Isoptique, Isorythmie, Isosporie, Isostasie, Isotélie, Isotherme, Isotope, Isotopie, Isoxazole, Anisodactyle |
| isthm-                       | ἰσθμός (isthmós) | Tout passage étroit ou resserré, cou, gorge, isthme | Isthme, Isthmien, Isthmique |
| -ite1                        | suffixe générique provenant du suffixe grec -ίτης (-ítês) , présent par exemple dans les mots ὁπλίτης (oplítês) ou πολίτης (polítês) | Suffixe masculin français utilisé pour désigner certains sels d'acide (moins oxydés que les sels analogues se terminant par le suffixe "-ate")                                                                                     | Arsénite, Astatite, Chlorite, Hypoazotite, Hypobromite, Hypochlorite, Hyponitrite, Hypophosphite, Hyposulfite, Iodite, Manganite, Nitrite, Phosphite, Plombite, Sulfite, Vanadite |
| -ite2                        | suffixe générique provenant du suffixe grec -ίτης (-ítês) , présent par exemple dans les mots ὁπλίτης (oplítês) ou πολίτης (polítês) | Suffixe français généralement féminin utilisé pour désigner divers minéraux | Andésite, Andradite, Anorthite, Braunite, Bromargyrite, Chondrite, Elaliite, Fluorite, Graphite, Halite, Hyposclérite, Hypostilbite, Iodargyrite, Labradorite, Leucite, Mélanite, Météorite, Mirabilite, Misénite, Molybdoménite, Molybdophyllite, Niobobaotite, Pérovskite, Proustite, Pyroxénite, Silicite, Stalactite, Topazolite, Tantalite, Yttrotantalite, Zeunérite, Zincaluminite, Zirconite et autres... |
| -ite3                        | suffixe générique provenant du suffixe grec -ῖτις (-ῖtis) , présent par exemple dans le mot ἀρθρῖτις (arthrῖtis)                     | Suffixe féminin utilisé en français pour désigner une inflammation ou une irritation | Appendicite, Arthrite, Balanite, Bronchite, Colite, Conjonctivite, Cystite, Dermite, Encéphalite, Entérocolite, Épididymite, Iléite, Gastro-entérite, Glossite, Hépatite, Kératite, Laryngite, Lymphangite, Métrite, Néphrite, Névrite, Orchite, Ostéite, Ostéochondrite, Otite, Pharyngite, Phlébite, Polychondrite, Posthite, Rhinite, Rhinopharyngite, Prostatite, Salpingite, Sinusite, Splénite, Tendinite, Trachéite et autres... |
| -ithro-                      | ἐρεύθω(ereúthô) → ἐρυσίπελας (érusípelas) ; ἐρυθρός (éruthrós)                                                                       | Faire rougir, rougir → inflammation de la peau ; rouge | voir éryth(r)- |
| ithy-                        | ἰθύς (ithús) | Droit, direct, équitable | Ithyphalle |
| iul-                         | ἴουλος (íoulos) | Tout objet velu ou chevelu, duvet, barbe naissante, gerbe de blé, (animal ou insecte dont les pieds sont aussi nombreux que des) poils, iule                                                                                       | Iule1, Iule2 (terme botanique) |
| ix- ; visco-, visq-          | ἰξός(ixós) | Gui, baie de gui, glu, humeur visqueuse | Ixia, Ixode ; Viscoélasticité, Viscose, Viscosimètre, Viscosité, Visqueux |